# Port lotniczy Kuantan
Port lotniczy Kuantan (IATA: KUA, ICAO: WMKD) – port lotniczy położony 15 km od Kuantan, w stanie Pahang, w Malezji.